# 쿨로미에 치즈
쿨로미에(프랑스어: Coulommiers)는 프랑스 센에마른 주 쿨로미에 지역의 부드럽게 숙성된 치즈이다. 쿨로미에는 소의 우유로 만들어지며 일반적으로 식용 페이킬리움 카멤베르티 흰색 껍질이 있는 원반 모양을 띠고 있다. 저온 살균되지 않은 우유를 사용하여 아티장 치즈나 치즈 농가에서 만들면 껍질 부분에 붉은빛이 약간 돌게 된다. 저온 살균된 전유로 만든 경우 숙성기간은 약 4~6주 정도이다. 지방 함량은 40%이다.

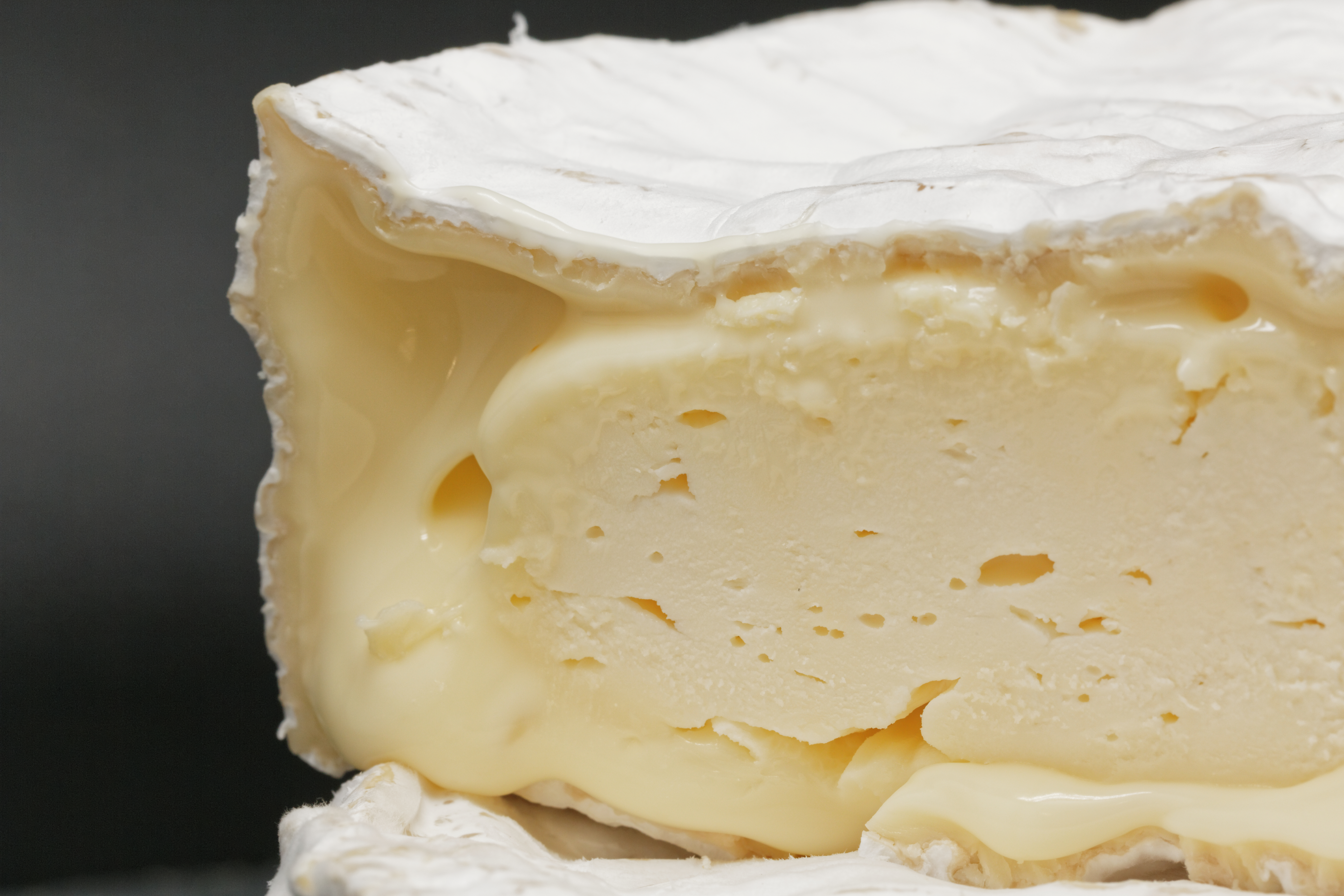
쿨로미에의 질감

쿨로미에는 브리와 비슷한 치즈로, 브리보다 잘 알려지진 않았지만 더 오랫동안 생산되어 왔다. 쿨로미에는 브리보다 작고 걸쭉하며 풍미가 더 풍부하지만, 버터 같은 색상과 질감이 부드럽다는 비슷한 특성을 가지고 있다. 쿨로미에 지역의 단일 제조업체에서 사용하는 공식 명칭은 '브리 드 쿨로미에'(Brie de Coulommiers)이다. 쿨로미에는 농장에서 생산되기도 하며 공장에서 가공되기도 하는데 공장에서 생산된 치즈는 저온 살균되지 않은 치즈만큼 깊은 맛이 없다. 쿨로미에는 AOC 치즈가 아니기 때문에 생산자는 저온 살균 우유로 치즈를 만들어 미국으로 수출할 수 있다.

## 역사
1930년에는 250명의 치즈 제조업체가 쿨로미에 지역에서 왔으며, 매주 수요일마다 쿨로미에 시장에서 치즈 숙성을 관리하는 아피뇌르(affineur)에게 치즈를 판매했다. 1946년 아피뇌르들은 치즈를 만들기 시작했다. 그 사이 치즈 제조업자의 수는 감소하여 1946년에는 60명만 남게 되었다. 그들은 모두 다양한 크기의 쿨로미에 치즈를 만들고 있었지만, 지름 13~15cm(5.1~5.9인치)의 특정 크기로만 만들었으며 이는 쿨로미에 시장만의 독특한 특징이었다. 2008년, 프랑크 리에스테르 부시장을 비롯한 지방 의원과 언론인들은 독특한 쿨로미에 치즈의 중요성을 알리기 위해 PDO 프로젝트를 시작했다.